# El Paso (Cesar)
El Paso ist eine Gemeinde (municipio) im Departamento Cesar in Kolumbien.

## Geographie
El Paso liegt zentral-westlich im Departamento del Cesar 130 km von Valledupar entfernt auf einer Höhe von 36 Metern und hat eine Durchschnittstemperatur von 27 bis 32 °C. An die Gemeinde grenzen im Norden Bosconia und Valledupar, im Osten La Paz Robles, Agustín Codazzi, Becerril und La Jagua de Ibirico, im Süden Chiriguaná und im Westen Astrea sowie Ariguaní, Santa Ana und Pijiño del Carmen im Departamento del Magdalena.

## Bevölkerung
Die Gemeinde El Paso hat 23.534 Einwohner, von denen 4046 im städtischen Teil (cabecera municipal) der Gemeinde leben (Stand: 2019).

## Geschichte
El Paso geht zurück auf eine Siedlung, die der Adelantado Alonso Luis Lugo um 1540 auf dem Weg zwischen dem Cabo de la Vela und dem Río Magdalena als Rinderfarm gründete, um die Siedler der Region mit Milch und Fleisch zu versorgen. El Paso erhielt 1836 den Status eines Distrikts und wurde 1871 zu einem Corregimiento von Chiriguaná. Erstmal 1979 sollte El Paso den Status einer Gemeinde erhalten. Dieser Status wurde jedoch erst 1989 endgültig erlangt.

## Wirtschaft
Der wichtigste Wirtschaftszweig von El Paso neben Landwirtschaft und Tierhaltung ist der Bergbau (insbesondere Kohle).